# Stor pimpinelle
Stor pimpinelle (Pimpinella major) er en flerårig plante i skærmplante-familien. Det er en 40-130 centimeter høj urt med glat, kantet-furet, hul stængel. Stængel- og grundblade er enkelt fjersnitdelt med aflangt ægformede afsnit. Frugten har tydelige ribber til forskel fra alm. pimpinelle.
I Danmark er stor pimpinelle temmelig sjælden i landets østligste egne (mangler dog helt på Bornholm). Den vokser i lyse løvskove og krat samt på skovenge og langs veje. Den mangler desuden på Fyn og i store dele af Jylland. Den blomstrer i juli og august.